# 坦加羅亞尋常喉盤魚
坦加羅亞尋常喉盤魚，為輻鰭魚綱鱸形目喉盤魚亞目喉盤魚科的其中一種，發現於西南太平洋的紐西蘭海域，棲息深度20-149公尺，體長可達3公分，屬底棲性魚類，生活在苔蘚蟲殼裡。